# تو هیچ‌وقت نمی‌دونی
تو هیچ‌وقت نمی‌دونی (انگلیسی: You Never Know) ترانه‌ای از بلک‌پینک گروه دخترانه اهل کره جنوبی از نخستین آلبوم استودیویی گروه به نام آلبوم است. این ترانه در ۲ اکتبر ۲۰۲۰ توسط وای‌جی انترتینمنت و اینترسکوپ رکوردز منتشر شد.

## اعتبارات و پرسنل
اعتبارات برگرفته از تیدال و وبگاه رسمی گروه است.
- بلک‌پینک – آواز
- Løren – ترانه‌سرا
- بکو بوم – تهیه‌کننده، ترانه‌سرا
- ۲۴ – تهیه‌کننده، تنظیم‌کننده